# WebKit
WebKit ist eine freie Browser-Engine, mit deren Hilfe Webseiten in Webbrowsern dargestellt werden können. WebKit ist eine vom Unternehmen Apple weiterentwickelte Abspaltung von KHTML und der JavaScript-Implementierung KJS, die die Grundlage für den Mac-OS-X-Webbrowser Safari bildet.
Obwohl WebKit in Trolltechs Qt 4.4 enthalten ist, stammt die Grundlage von KDE. Die Bibliothek besteht aus den Komponenten WebCore (der für die HTML-Darstellung zuständigen Bibliothek) und dem JavaScript-Parser JavaScriptCore. Der komplette Quelltext ist frei zugänglich und steht teils unter LGPL, teils unter BSD-Lizenz.

## Komponenten

### WebCore
WebCore ist eine Layout-, DOM- und Render-Bibliothek für CSS und SVG, die von KHTML abgespalten wurde. Es besteht den Acid2-Test und seit September 2008 in den Entwicklungsversionen als erste Browser-Engine auch den Acid3-Test, mit pixelweise exaktem und auf Referenzhardware flüssigem Rendering.

### JavaScriptCore
Als Abspaltung von KJS arbeitet JavaScriptCore als (Quelltext-)Interpreter. Zur Beschleunigung der Ausführungsgeschwindigkeit wurde es zunächst zu SquirrelFish weiterentwickelt, das den JavaScript-Code vor der Ausführung in Bytecode übersetzt (Bytecode-Interpreter), und weiter zu SquirrelFish Extreme (kurz SFX), welches direkt zu Maschinensprache kompiliert (Just-in-time-Kompilierung). SquirrelFish Extreme unterstützte anfangs nur x86-Architekturen, seit Ende Januar 2009 ist es jedoch auch für AMD64 verfügbar.

### Drosera
Drosera ist ein Debugger für JavaScript-Code. Er wurde nach dem lateinischen Namen für die fleischfressende Pflanze Sonnentau benannt.

### SunSpider
SunSpider ist eine Benchmark-Suite zum Testen der Geschwindigkeit von JavaScript-Implementierungen. Inzwischen wird SunSpider jedoch nicht mehr weiterentwickelt.

## Geschichte

### WebKit
WebKit entstand aus der HTML-Engine KHTML und der JavaScript-Engine KJS des KDE-Projekts: Apple hatte eine Abspaltung der Engines erstellt und diese weiterentwickelt. Apple benötigte damals eine eigene HTML- und JavaScript-Engine für seine Softwareprodukte und entschied sich für KHTML und das Schwesterprojekt KJS, da der Code als übersichtlicher und strukturierter galt als der des damaligen Mozilla-Projektes.
Apple portierte die Quellen des KDE-Projekts auf macOS und benannte diese in WebCore und JavaScriptCore um.
2003 wurde das Projekt offiziell bekannt gemacht und die Quellen gemäß den Lizenzen der KHTML- und KJS-Projekte freigegeben. Dennoch stieß die Art der Weitergabe und Veröffentlichung des veränderten Codes auf Kritik: Die KDE-Entwickler warfen Apple vor, Änderungen nur in großen, schwer zu überblickenden Paketen bereitzustellen; dies mache eine Übernahme von Code schwierig, wodurch sich die Projekte mehr und mehr voneinander entfernten.
Im Juni 2005 versprach Dave Hyatt von Apple, den Entwicklungsprozess zu öffnen und alle Quellen von WebKit in einem CVS-Baum bereitzustellen. Daraufhin kündigte Nokia einen Browser auf dieser Basis an, und Adobe gab bekannt, dass auch die Adobe Integrated Runtime WebKit integriere.
Im September 2009 begannen die Entwickler damit, in WebKit 3D-Funktionen zu integrieren. Diese werden zum Teil mit der freien JavaScript-Schnittstelle WebGL realisiert, die ihrerseits auf bereits entwickelten Funktionen von OpenGL aufbaut.
Bis April 2013 war Google an der Weiterentwicklung von WebKit beteiligt. Seitdem verwendet Google für seinen Webbrowser Chrome die WebKit-Abspaltung Blink.

### WebKit2
Im April 2010 wurde WebKit2 vorgestellt. Dabei handelt es sich um eine von Grund auf neu entworfene Version, bei der das Rendering (u. a. von HTML, JavaScript, CSS) in einem anderen Prozess abläuft als die Programmoberfläche.

## Verwendung
WebKit ist ab Version 10.3 Teil des Betriebssystems macOS. Hauptsächlich wird es im Browser Safari verwendet, aber auch in der Hilfe-Funktion und in der HTML-Darstellung in TextEdit und Mail.
Auch andere Browser basieren auf WebKit, zum Beispiel Google Chrome (bis Version 27), Yandex.Browser, SRWare Iron, OmniWeb, Shiira, iCab und Roccat. Auch der Browser Lunascape, der auf mehrere Browser-Engines zurückgreift, kann WebKit verwenden. Die dritte Version des Maxthon Browsers setzt es ebenfalls ein. 2013 wollte Opera auf WebKit als Browser-Engine umsteigen, um mit Google Chrome gleichzuziehen und weiteren Entwicklungsaufwand in Presto zu sparen. Nachdem jedoch bekannt wurde, dass Google einen Fork von WebKit namens Blink entwickeln und in Chrome einsetzen werde, entschied sich Opera, dieser Entscheidung zu folgen und zukünftig auf Blink als Browser-Engine zu setzen.
Auch bei den Browsern mobiler Endgeräte spielt WebKit eine große Rolle: So setzt ABrowse es seit Juli 2007 für das Betriebssystem Syllable als Basis anstelle des zuvor verwendeten KHTML ein. Das freie Smartphone-Betriebssystem Openmoko und Android, Googles Softwareprojekt für mobile Systeme, verwenden WebKit. Außerdem ist WebKit integraler Bestandteil des Mobilbetriebssystems HP webOS (früher Palm) für Smartphones und Tablets und dient dort der Darstellung der Benutzeroberfläche. Hinzu kommen iPhone/iPodTouch/iPad von Apple und Nokias S60-Serie. Im August 2010 hat RIM die Benutzung von WebKit angekündigt.
Die französische Firma Pleyo bietet mit ihrem Origyn Web Browser (OWB) einen auf WebKit basierenden Browser unter BSD- oder LGPL-Lizenz für Unterhaltungselektronik (zum Beispiel Mobilgeräte, Set-Top-Boxen) wie das Nokia N800 oder AmigaOS an.
Die HTML-Inhalte darstellenden Programme der freien Desktop-Umgebung Gnome, unter anderen der Standard-Browser Epiphany, sind ebenfalls ab Version 2.28 auf WebKit umgestellt. Zahlreiche GTK-basierte Programme, die teils ebenfalls zum GNOME-Projekt gehören, werden ebenfalls umgestellt.
Seit der KDE Software Compilation 4.5 ist es möglich, WebKit aus den Extra-Gear-Quellen zu installieren und im Standard-Browser Konqueror als Alternative zu KHTML auszuwählen. Der neu geschriebene schlanke Browser Rekonq baute direkt auf WebKit auf. Die Distribution Kubuntu nutzt seit Maverick Meerkat 10.10 Rekonq als Standardbrowser. Mittlerweile wurde die Entwicklung von Rekonq jedenfalls eingestellt. Als Alternative dazu gibt es Otter, welcher auf einem Fork von QtWebkit von Annulen aufbaut, sowie Liri und QupZilla, welche QtWebEngine, einen Qt-Port von Chromes Blink verwenden.
Seit ihrem großen Interface-Update 2010 benutzt die Computerspiel-Vertriebsplattform Steam WebKit als Browser-Engine.
Das Kommandozeilen-Werkzeug wkhtmltopdf benutzt WebKit zum Rendern von HTML-Dokumenten, um diese dann als PDF-Datei zu speichern.